# سیارک ۱۷۵۱۶
سیارک ۱۷۵۱۶ (به انگلیسی: 17516 Kogayukihito، نامگذاری:1992UZ6) هفده هزار و پانصد و شانزدهمین سیارک کشف شده‌است که در ۲۸ اکتبر ۱۹۹۲ کشف شد.
قدر مطلق سیارک برابر ۲۳٫۴ است.